# Ист Тулери Вила (Калифорнија)
Ист Тулери Вила (енгл. East Tulare Villa) насељено је место без административног статуса у америчкој савезној држави Калифорнија.

## Демографија
По попису из 2010. године број становника је 778.
| Група             | 2000.    | 2010.       |
| Белци             | 0 (0,0%) | 316 (40,6%) |
| Афроамериканци    | 0 (0,0%) | 9 (1,2%)    |
| Азијати           | 0 (0,0%) | 10 (1,3%)   |
| Хиспаноамериканци | 0 (0,0%) | 428 (55,0%) |
| Укупно            | 0        | 778         |